# 桑原拓
桑原 拓（くわはら たく、1995年4月4日 - ）は、日本のプロボクサー。大阪府大阪市平野区出身。大橋ボクシングジム所属。

## 人物
- 世界王者井岡一翔と高校・大学が同じ道を進んだことから『井岡2世』と呼ばれている[2]。

## 来歴
5歳から空手を始める。桑原本人はK-1のチャンピオンを目指していたためやりたくなかったが、小学5年生の時に空手の同門の同級生がボクシングを始めたことで、父親に無言のままスポーツ用品店に連れて行かれボクシング用具を購入すると、その足で近所の大鵬ジムへ入会し、半ば強制的にボクシングを始めさせられた。興國高校卒業後、東京農業大学に入学。なお東京農業大学時代、ボクシング部主将を務めていた。
2018年5月25日、プロデビュー戦でモハマッド・ソリミンと対戦し、1回KO勝ち。
2021年7月21日、後楽園ホールにて開催された「フェニックスバトル79」で日本フライ級王者ユーリ阿久井政悟と日本同級タイトルマッチを行うも、10回2分49秒TKO負けを喫し王座獲得に失敗した。
2022年10月25日、後楽園ホールにて開催された「フェニックスバトル93」でOPBF東洋太平洋フライ級王者ジーメル・マグラモとOPBF東洋太平洋同級タイトルマッチを行い、12回3-0(116-112、117-111×2)判定勝ちを収め王座を獲得した。
2023年3月14日、後楽園ホールにて開催された「フェニックスバトル98」でメキシコフライ級王者ホセ・リバスとノンタイトルで対戦し、1回51秒TKO勝ちを収めた。なお、当初はOPBFフライ級タイトルマッチとして行われる予定だったが、指名挑戦者として桑原と対戦する予定だったフィリピン人選手がパスポートの問題で来日不可となったためノンタイトル戦に変更された。
2023年7月11日、後楽園ホールにて開催された「フェニックスバトル102」でOPBFフライ級9位で元WBOアジアパシフィックフライ級暫定王者の烏蘭託了哈孜（ウラン・トロハツ）とOPBF東洋太平洋同級タイトルマッチを行い、4回2分10秒KO勝ちを収め初防衛に成功した。
2024年5月6日、東京ドームにて井上尚弥 対 ルイス・ネリ戦の前座のWBA世界フライ級タイトルマッチで王者のユーリ阿久井政悟と再戦するも、12回0-3（111-117×2、110-118）の判定負けを喫し王座獲得に失敗、なおかつ同じ相手に対して2度目の敗北を喫することになった。

## 戦績
- アマチュアボクシング：68戦 50勝 18敗
- プロボクシング：16戦 14勝 (9KO) 2敗

| 戦           | 日付           | 勝敗 | 時間     | 内容    | 対戦相手                     | 国籍         | 備考                                 |
| ------------ | -------------- | ---- | -------- | ------- | ---------------------------- | ------------ | ------------------------------------ |
| 1            | 2018年5月25日  | ☆    | 1R 2:59  | TKO     | モハマッド・ソリミン         | インドネシア | プロデビュー戦                       |
| 2            | 2018年9月11日  | ☆    | 1R 0:46  | KO      | アルディ・テファ             | インドネシア |                                      |
| 3            | 2018年12月3日  | ☆    | 8R       | 判定3-0 | 木山鷹守（渥美）             | 日本         |                                      |
| 4            | 2019年4月8日   | ☆    | 3R 1:14  | TKO     | アプリリャント・ルマーパサル | インドネシア |                                      |
| 5            | 2019年7月1日   | ☆    | 4R 0:28  | TKO     | 濱上京武（島袋）             | 日本         |                                      |
| 6            | 2019年9月17日  | ☆    | 8R       | 判定3-0 | ジョナサン・レフジオ         | フィリピン   |                                      |
| 7            | 2019年12月3日  | ☆    | 8R       | 判定3-0 | リカルド・スエノ             | フィリピン   |                                      |
| 8            | 2021年3月11日  | ☆    | 8R       | 判定3-0 | 湊義生（JM加古川）           | 日本         |                                      |
| 9            | 2021年7月21日  | ★    | 10R 2:49 | KO      | ユーリ阿久井政悟（倉敷守安） | 日本         | 日本フライ級タイトルマッチ           |
| 10           | 2022年3月8日   | ☆    | 1R 0:32  | TKO     | 久野喬（スターロード）       | 日本         |                                      |
| 11           | 2022年7月12日  | ☆    | 2R 2:01  | TKO     | パリニャ・カイカンハ         | タイ         |                                      |
| 12           | 2022年10月25日 | ☆    | 12R      | 判定3-0 | ジーメル・マグラモ           | フィリピン   | OPBF東洋太平洋フライ級タイトルマッチ |
| 13           | 2023年3月14日  | ☆    | 1R 0:51  | TKO     | ホセ・リバス                 | メキシコ     |                                      |
| 14           | 2023年7月11日  | ☆    | 4R 2:10  | KO      | 烏蘭託了哈孜                 | 中国         | OPBF防衛1                            |
| 15           | 2024年5月6日   | ★    | 12R      | 判定0-3 | ユーリ阿久井政悟（倉敷守安） | 日本         | WBA世界フライ級タイトルマッチ        |
| 16           | 2025年3月11日  | ☆    | 5R 0:55  | KO      | ハムソン・ラマンダウ         | インドネシア |                                      |
| テンプレート |                |      |          |         |                              |              |                                      |

## 獲得タイトル

### アマチュア
- 平成24年度全国高等学校総合体育大会ピン級優勝
- 第67回国体少年の部ライトフライ級優勝

### プロ
- OPBF東洋太平洋フライ級王者（防衛1=返上）